# Maurice et Patapon (série télévisée d'animation)
Pour la bande dessinée, voir Maurice et Patapon.
 (décembre 2023).
Maurice et Patapon est une série télévisée d'animation française soit 72 strips adaptés en 26 épisodes de 3 min, créée d'après la bande dessinée éponyme de Charb.

## Synopsis
Maurice est un chien orange, volontiers vulgaire, obsédé sexuel, mais relativement ouvert et tolérant dans ses prises de position. Patapon, lui, est un chat jaune avec des rayures noires, plutôt réactionnaire et fermé. Les deux sont deux amis et aiment disserter sur la vie. Leurs échanges sont l'occasion de pointer les aberrations du fonctionnement de notre société, de nos modes de vie.

## Fiche technique
- Titre original : Maurice et Patapon
- Réalisation : Juan Rodriguez, Thierry Garance
- Animation : Thierry Garance, Jean-Yves Castillon
- Musiques : Arnaud Fioravanti, Têtes Raides
- Sound-design et mixage : Xavier Thieulin
- Production : Florent Guimberteau, Grégory Crassas
- Société de production : Melting Productions
- En co-production avec : Bip TV
- En partenariat avec : Pijo Productions
- Et en association avec : touscoprod.com
- Avec la participation du : Centre National du Cinéma et de l'Image Animée
- Pays d'origine :  France
- Genre : humour

## Distribution
- Michel Muller : Maurice
- Olivier Brocheriou : Patapon

## Épisodes
1. Chaude Pisse !
2. Amour Caca !
3. Le goût et l'Odeur !
4. Chier Français !
5. Os de cul !
6. Bouche Pleine !
7. Femme Fontaine !
8. Grève du Sexe !
9. Remue ta queue !
10. Je chie à crédit !
11. Cochon, Cochonne !
12. Rolex pour pauvre !
13. Anal réflexion !

## Commentaires
Un « pré-pilote » est mis en ligne en 2007 afin d'annoncer le début de la série. C'est immédiatement un succès qui permet de réaliser les épisodes suivants.
La série a pu être produite grâce à l'association avec le site de financement participatif touscoprod.com qui a permis de lever plus de 13000 € avec 215 donateurs.
Il y a deux musiques utilisées pour la série. Le générique du début est la chanson Go Away des Têtes raides. Le générique de fin est une composition de Arnaud Fioravanti, Maurice explose.
L'intégralité de la série a été rediffusée sur France 4 dans la nuit du vendredi 30 au samedi 31 janvier 2015.